# Anoectangium papuanum
Anoectangium papuanum är en bladmossart som beskrevs av Fleischer 1917. Anoectangium papuanum ingår i släktet Anoectangium och familjen Pottiaceae. Inga underarter finns listade i Catalogue of Life.